# Literatură experimentală
Literatura experimentală se referă la o lucrare scrisă - de obicei ficțiune sau poezie - care pune accentul pe inovare, și în mod particular pe tehnică. Este o literatură care este interesată de reînnoirea formelor și proceselor literare și nu este mulțumită să le reproducă pe cele din trecut. Deci, putem considera diferite mișcări literare ca putând să intre în această categorie, cum ar fi suprarealismul, letrismul, Oulipo.